# Informe Dearing
El Informe Dearing, formalmente conocido como los informes del Comité Nacional de Investigación en Educación Superior, es una serie de informes importantes para el futuro de la Educación Superior en el Reino Unido, publicado en 1997. El informe fue encargado por el gobierno del Reino Unido y se trata de la revisión más amplia de la educación superior en el Reino Unido desde el Comité Robbins, a principios de los años 1960s. El autor principal fue Sir Ronald Dearing, Canciller de la Universidad de Nottingham. Contiene 93 recomendaciones relativas al financiamiento, expansión y mantenimiento de las normas académicas.
El cambio más significativo recomendado por el informe, en lo que se refiere al financiamiento, trata del cambio de la matrícula de pregrado, financiada en su totalidad por subvenciones del gobierno, a un sistema mixto en el que se aumenten las tasas de matrícula escolar, respaldadas por préstamos gubernamentales de bajo interés.
El informe recomendó la expansión de los cursos de sub-grado y los cursos de nivel universitario, aduciendo que había una demanda suficiente de empleadores, para los solicitantes con calificaciones más altas, para el crecimiento natural de la educación superior.
Para el mantenimiento de las normas, el informe recomendó que el personal docente recibiera cierta capacitación docente durante su período de prueba. Además, propuso un sistema mediante el cual el crédito obtenido en una institución podría transferirse a otra.
El título "El informe Dearing" es también dado a menudo al informe del 2001 ""The Way Ahead: Church of England schools in the new millennium" el cual fue presidido por Lord Dearing.

## Miembros de comité
Informe 1997
- Sir John Arbuthnott
- Brenda Dean, Baroness Dean de Thornton-le-Fylde
- Sir Ronald Dearing (Presidente)
- Sir Geoffrey Holland
- Sir Ronald Oxburgh
- David E. Potter
- Sir George Quigley
- Sir William Stubbs
- Sir Richard Sykes
- Sir David Watson
- Sir David Weatherall

Informe 2001
- Lord Dearing
- The Rev John Hall